# Doliche
Koordinaten: 37° 9′ 17″ N, 37° 21′ 52,6″ O
Doliche, Dolike oder Dolikhe ist der Name der ältesten Siedlung in der Provinz Gaziantep im Südosten der Türkei, ca. 40 km vom Euphrat entfernt. Der Ort liegt etwa zehn Kilometer von der Stadt Gaziantep entfernt bei dem Dorf Dülük. Das antike Stadtgebiet erstreckt sich gegenüber dem modernen Dorf auf einer Keber Tepe genannten Anhöhe, die heute landwirtschaftlich genutzt wird. In armenischen Quellen des Mittelalters taucht der Name als Tlup auf. In arabischen Quellen ist die Stadt als Duluk bekannt, in lateinischen Quellen der Kreuzfahrerzeit als Tuluppa, Teluch oder Dolichenus. Die Assyrer nannten den Ort Doluk.

## Geschichte
Der antike Ort war eine bedeutende Kultstätte des syrischen Baal. Ältere vorderasiatische Wurzeln weisen auf die Gestalt des nord-mesopotamischen Wettergottes Hadad, babylonisch Adad, der auf einem Stier stehend mit Doppelaxt und Blitzbündel dargestellt wurde.
Der griechische Name Doliche dürfte mit der Eroberung der Region durch Alexander den Großen aufgekommen sein. Vermutlich wurde der Name der griechischen Ortschaft Doliche in der Landschaft Thessalien übernommen, da dessen Lage an einem großen, dem Göttervater geweihten Berg (dem Olymp) der Situation in der syrischen Ortschaft entsprach.
Nach der Eroberung der Stadt Doliche und der Eingliederung in die Provinz Syria im letzten Drittel des 1. Jahrhunderts n. Chr. durch die Römer wurde der Kult auf Jupiter übertragen und verbreitete sich als Soldatengott Iupiter Dolichenus im gesamten Römischen Reich.
Nach der Zerstörung des Hauptheiligtums in Doliche durch den Sassanidenkönig Schapur I. Mitte des 3. Jahrhunderts n. Chr. ging der Kult unter. Die Stadt bestand jedoch weiter und bildete auch nach der Eroberung durch die Araber im 7. Jahrhundert weiterhin ein militärisches und administratives Zentrum der Region.

## Ausgrabungen
Auf dem etwa 3 km südlich der antiken Stadt gelegenen 1211 m hohen Dülük Baba Tepesi konnte das Zentralheiligtum des Jupiter Dolichenus archäologisch nachgewiesen werden. Ab 2001 arbeitete dort ein Team unter der Leitung von Engelbert Winter von der Forschungsstelle Asia Minor der Universität Münster. Neben der Erforschung des Heiligtums in römischer Zeit stand die Frühgeschichte des Platzes im Zentrum der Arbeiten. So konnte einer der größten ergrabenen Fundkomplexe späteisenzeitlicher Stempel- und Rollsiegel entdeckt werden. Auch die Nachfolgesiedlung seit spätantiker Zeit unter christlichen Vorzeichen stellte einen Forschungsschwerpunkt dar. 2007 fand man mit einer Basaltstele die erste und bisher einzige Darstellung der populären Gottheit an ihrem ursprünglichen Heimatort. Ab 2015 liegt der Schwerpunkt der Forschungen auf dem Stadtgebiet von Doliche selbst, wo Wohnbereiche und öffentliche Anlagen durch Ausgrabungen und Surveys erforscht werden. Seit Juli 2022 werden die Ausgrabungen von Michael Blömer geleitet.